# Papieska elekcja 1118
Papieska elekcja 24 stycznia 1118 – wybór Gelazjusza II na następcę papieża Paschalisa II, który zmarł 21 stycznia 1118 w Rzymie po długim, blisko 19-letnim pontyfikacie.

## Lista elektorów
Zgodnie z dekretem In Nomine Domini z 1059 roku elektorami papieża byli jedynie kardynałowie biskupi, jednak w okresie schizmy antypapieża Klemensa III (1084-1100) do udziału w papieskich elekcjach dopuszczono także kardynałów prezbiterów (po raz pierwszy w 1086) i kardynałów diakonów (po raz pierwszy w 1088). Rozpowszechniana przy tym była sfałszowana wersja dekretu "In Nomine Domini", mówiąca, że wyborcami papieża są "kardynałowie", a nie "kardynałowie biskupi". Mimo to jeszcze w 1099 kardynałowie-biskupi odgrywali dominującą rolę w procedurze wyboru następcy Urbana II. Natomiast w wyborze następcy Paschalisa II nic nie wskazuje, by kardynałowie biskupi odgrywali jakąkolwiek uprzywilejowaną rolę.
Dane odnośnie do liczebności i składu Kolegium Kardynałów w styczniu 1118 roku są bardzo niepewne. Podstawowym źródłem jest spisana kilkanaście lat później relacja Pandolfo Alatrino, który twierdził, że w elekcji uczestniczyło 49 kardynałów (4 biskupów, 27 prezbiterów i 18 diakonów), wymienia jednak imiona tylko 35 z nich (4 biskupów, 20 prezbiterów i 11 diakonów, wliczając elekta). Według Pandolfo, jeden kardynał prezbiter (Hugo z Ss. Apostoli) był nieobecny, do którego należy doliczyć jeszcze dwóch kardynałów-biskupów, o których Pandolfo w kontekście elekcji wprawdzie nie wspomina, ale których istnienie i godność są udokumentowane w sposób nie budzący wątpliwości. Wiarygodność relacji Pandolfo, w tym także jest listy elektorów, jest podważana przez współczesnych historyków; wskazuje się na jej polemiczny charakter wynikający z atmosfery schizmy antypapieża Anakleta II (1130-38). Krytyczna analiza źródeł wykazała, że:
- w styczniu 1118 kardynałów prezbiterów i kardynałów diakonów było mniej niż wynika z relacji Pandolfo[5],
- kilku kardynałów wymienionych przez Pandolfo uzyskało promocję dopiero od późniejszych papieży[6]

W styczniu 1118 roku Kolegium Kardynałów liczyło najprawdopodobniej jedynie 41 członków, w tym 6 biskupów, 20 prezbiterów i 15 diakonów, z czego 36 (4, 18 i 14) uczestniczyło w elekcji:
- Crescenzio (nominacja kardynalska 1100[7]) – kardynał biskup Sabiny; prymas Świętego Kolegium Kardynałów
- Pietro Senex (1102) – kardynał biskup Porto
- Lamberto (1116) – kardynał biskup Ostii
- Witalis (1111) – kardynał biskup Albano
- Bonifacy (1100) – kardynał prezbiter S. Marco; protoprezbiter Świętego Kolegium Kardynałów
- Benedykt (1102) – kardynał prezbiter S. Pietro in Vincoli
- Anastasio (1102) – kardynał prezbiter S. Clemente
- Divizzo (1106) – kardynał prezbiter Ss. Silvestro e Martino
- Jan (1106) – kardynał prezbiter S. Cecilia
- Teobald (1111) – kardynał prezbiter Ss. Giovanni e Paolo
- Rainier (1111) – kardynał prezbiter Ss. Marcellino e Pietro
- Corrado Demetri (1114) – kardynał prezbiter S. Pudenziana
- Grzegorz (1115) – kardynał prezbiter S. Prisca
- Desiderio (1115) – kardynał prezbiter S. Prassede
- Deusdedit (1116) – kardynał prezbiter S. Lorenzo in Damaso
- Gregorio Sienense (1116) – kardynał prezbiter S. Lorenzo in Lucina
- Giovanni OSB. (1116) – kardynał prezbiter S. Eusebio
- Guido OSB (1116) – kardynał prezbiter S. Balbina
- Giovanni Cremense (1116) – kardynał prezbiter S. Crisogono
- Sasso de Anagni (1116) – kardynał prezbiter. S. Stefano al Monte Celio
- Pietro Pisano (1113) – kardynał prezbiter S. Susanna
- Amico OSB (1117) – kardynał prezbiter Ss. Nereo ed Achilleo; opat S. Vincenzo al Volturno
- Giovanni Coniulo OSB (1088) – kardynał diakon S. Maria in Cosmedin; kanclerz Świętego Kościoła Rzymskiego; protodiakon Świętego Kolegium Kardynałów
- Gregorio OSB (1108) – kardynał diakon S. Eustachio
- Romoaldo (1109) – kardynał diakon S. Maria in Via Lata
- Gregorio Gaetano (1109) – kardynał diakon S. Lucia in Septisolio
- Aldo da Ferentino (1109) – kardynał diakon Ss. Sergio e Bacco
- Teobaldo Boccapecora (1109) – kardynał diakon S. Maria Nuova
- Roscemanno OSB (1112) – kardynał diakon S. Giorgio in Velabro
- Pietro Pierleoni OSBCluny (1113) – kardynał diakon Ss. Cosma e Damiano
- Oderisio di Sangro OSB (1112) – kardynał diakon S. Agata
- Comes (1113) – kardynał diakon S. Maria in Aquiro
- Gregorio Papareschi (1116) – kardynał diakon S. Angelo in Pescheria
- Crisogono (1117) – kardynał diakon S. Nicola in Carcere
- Enrico de Mazara (1117) – kardynał diakon S. Teodoro; dziekan Mazara del Vallo
- Crescenzio di Anagni (1117) – kardynał diakon Świętego Kościoła Rzymskiego

Kardynał Giovanni Coniulo został kreowany przez Urbana II, pozostali byli nominatami Paschalisa II.
Ponadto w elekcji uczestniczyli subdiakoni Świętego Kościoła Rzymskiego, z których dwóch jest znanych z imienia: Mikołaj, primicerius scholae cantorum, oraz Amico, O.S.B.Cluny, opat S. Lorenzo fuori le mura.

### Nieobecni
Prawdopodobnie pięciu kardynałów, w tym dwóch prezbiterów, dwóch biskupów i jeden diakon, było nieobecnych:
- Giovanni Marsicano OSB (1100) – kardynał biskup Tusculum
- Kuno von Urach CanReg (1107) – kardynał biskup Palestriny; legat papieski we Francji
- Boso (1109) – kardynał prezbiter S. Anastasia; legat papieski w Hiszpanii
- Ugone d'Alatri (1116) – kardynał prezbiter Ss. XII Apostoli; gubernator Monte Circeo
- Giovanni OSB (1073) – kardynał diakon S. Maria in Domnica; opat Subiaco

Giovanni z Subiaco był nominatem Grzegorza VII, pozostali – Paschalisa II.

## Wybór Gelazjusza II
Paschalis II przez cały swój pontyfikat toczył spór o inwestyturę z cesarzem Henrykiem V, którego popierała rzymska arystokracja. Po jego śmierci kardynałowie musieli schronić się w benedyktyńskim klasztorze na Palatynie w obawie przed zwolennikami cesarza. Tam 24 stycznia, po trzech dniach zwyczajowych modłów i nabożeństw, jednogłośnie obrali starego kardynała Giovanni Coniulo z Gaety, diakona S. Maria in Cosmedin oraz kanclerza Stolicy Apostolskiej. Elekt przyjął wybór jako Gelazjusz II.
Krótko po swoim wyborze papież został aresztowany przez rzymskiego barona Cenzio II Frangipani, zwolennika cesarza. W marcu uwolniło go wprawdzie powstanie ludowe, musiał jednak uchodzić z Rzymu do Francji, gdzie pozostał aż do swojej śmierci na początku następnego roku. W tym czasie cesarz wyznaczył antypapieża w osobie arcybiskupa Maurycego Burdinusa z Bragi, który przyjął imię Grzegorz VIII.